# Moshe Gil

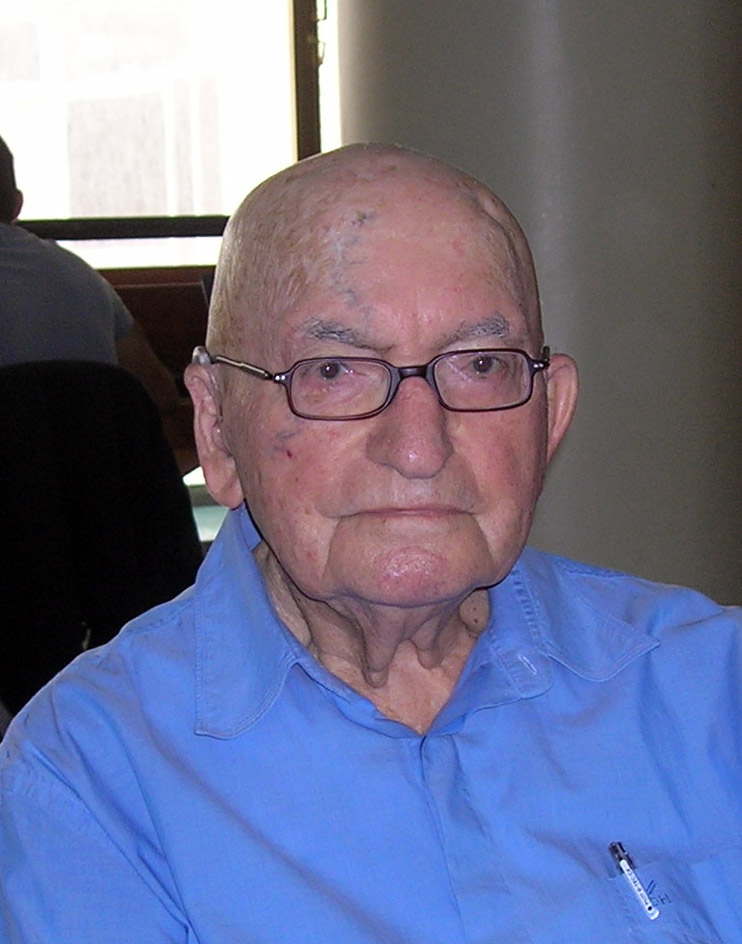
Professor Moshe Gil, 2011

Moshe Gil (* 8. Februar 1921 in Białystok; † 23. Januar 2014 in Tel Aviv) war ein israelischer Mediävist und Wirtschaftshistoriker.

## Leben
Moshe Gil wuchs in Rumänien auf. Während des Zweiten Weltkriegs arbeitete er in der Untergrundbewegung, bis er im Jahr 1942 zusammen mit einer Gruppe von Freunden zu 25 Jahren Gefängnis verurteilt wurde. Davon verbüßte er bis zum Kriegsende jedoch nur zwei Jahre. 
Im Alter von 24 Jahren wanderte Gil nach Palästina aus. Vierzig Jahre lang lebte er im Kibbuz Reschafim. Zusammen mit seiner Frau Susanna hatte er drei Töchter, die wiederum neun Enkelkinder zur Welt brachten.
1965 nahm er ein Studium an der Universität Tel Aviv auf und begann eine verspätete akademische Karriere. Er befasste sich mit Fragen der römischen Agrarpolitik, bald jedoch nahm er die Geschichte der Juden in der frühislamischen Welt in den Blick. Seine Dissertation an der University of Pennsylvania in Philadelphia unter der Leitung von Shlomo Dov Goitein befasste sich mit den Dokumenten der Kairoer Geniza.
Moshe Gil wurde als Professor an die Chaim Rosenberg School of Jewish Studies an der Universität Tel Aviv berufen. Er war zudem Inhaber des Joseph and Ceil Mazer Chair in the History of the Jews in Muslim Lands. 
Er befasste sich im Verlaufe seiner Forschungs- und Publikationstätigkeit mit der Wechselwirkung zwischen dem frühen Islam und den Juden, darüber hinaus mit der Einrichtung des Exilarchats, mit jüdischen Händlern wie den Radhaniten und der Rolle der Juden in Mekka. Als sein Hauptwerk kann die History of Palestine, 634–1099 gelten, die nach Mark R. Cohen alles bis dahin über die Epoche Geschriebene übertraf.

## Publikationen
- The Constitution of Medina: A Reconsideration, in: Israel oriental studies 4 (1974) S. 44–65.
- The Radhanite Merchants and the Land of Radhan, in: Journal of the economic and social history of the Orient 17 (1974) S. 299–328.
- Documents of the Jewish pious foundations from the Cairo Geniza, Brill, Leiden 1976.
- The Origin of the Jews of Yathrib, in: Jerusalem studies in Arabic and Islam 4 (1984) S. 203–224.
- The Medinan Opposition to the Prophet, in: Jerusalem Studies in Arabic and Islam 10 (1987) S. 65–96.
- A History of Palestine, 634-1099, Cambridge University Press, 1992, 1997 (zuerst hebräisch 1983, nur dort in zwei Bänden die Quellen aus der Geniza von Kairo).[3]
- The Exilarchate, in: Daniel Frank (Hrsg.): The Jews of Medieval Islam. Community, Society, and Identity, Proceedings of an international conference held by the Institute of Jewish Studies, University College London, London 1992, 1992, S. 33–65.
- The Babylonian Encounter and the Exilarchic House in the Light of Cairo Geniza Documents and Parallel Arab Sources, in: Norman Golb (Hrsg.): Judaeo-Arabic studies proceedings of the Founding Conference of the Society for Judaeo Arabic Studies, Harwood Academic Publishers, 1997.
- Related Worlds. Studies in Jewish and Arab Ancient and Early Medieval History, Ashgate, 2004.
- mit Eliezer Ben-Rafael, Yochanan Peres: Jews in Islamic Countries in the Middle Ages, Brill, Leiden 2011.